# Метак у леђа
Метак у леђа је југословенски телевизијски филм из 1976. године. Режирао га је Сава Мрмак, а сценарио је писао Синиша Павић.

## Улоге
| Глумац                    | Улога                             |
| ------------------------- | --------------------------------- |
| Бранко Ђурић              | Поручник Љубомир, иследник Озне   |
| Раде Марковић             | Божидар Митровић, управитељ школе |
| Горан Султановић          | Поручник Милош Митровић „Миша“    |
| Драгомир Бојанић Гидра    | Јован Шкавовић Шкaвa              |
| Мирко Буловић             | Капетан Драгоман Рацић            |
| Мило Мирановић            | Чедомир Поповић, посилни          |
| Михајло Викторовић        | Фолксдојчер Шплајт „Гроф“         |
| Љубомир Ћипранић          | Четник 1                          |
| Петар Лупа                | Четник 2                          |
| Рената Улмански           | Госпођа Митровић, Милошева мајка  |
| Јелена Чворовић           | Мира, партизанка                  |
| Бранислав Цига Миленковић | Виолиниста                        |
| Олга Познатов             | Сељанка                           |
| Зоран Душковић            | Борјан                            |
| Драгослав Јанковић        | Свештеник                         |
| Ненад Огњеновић           | Славко Митровић, син              |
| Наташа Вученовић          | Милица Митровић, ћерка            |